# 伊達宗彰
伊達 宗彰（だて むねあき、1905年〈明治38年〉3月6日 - 1969年〈昭和44年〉11月29日）は、日本の華族、官僚、政治家・実業家。貴族院侯爵議員。宇和島伊達家11代当主。

## 経歴
初名は彰。1909年（明治42年）、伯父である伊達宗陳の養子となる。養父の死去に伴い1923年（大正12年）3月10日、家督を相続し侯爵を襲爵。家督の相続にともない、1925年（大正14年）3月14日、名前を宗彰に改めた。1927年（昭和2年）、東京帝国大学法学部を卒業し、大蔵省に入省する。また、斎藤実内閣では、新居善太郎や入間野武雄ら二人と共に、内閣総理大臣秘書官の一人として活躍した。1935年3月5日、満30歳に達し貴族院侯爵議員に就任（火曜会に所属して1947年5月2日の貴族院廃止まで在任）。
その後、大蔵事務官、大蔵省大臣官房財政経済調査課長、大蔵省広島財務局長などに就任した。華族ということで部下ははじめ緊張したが、いたって庶民的で部下思いの穏やかな人柄に、みなたちまち魅了されたという。
戦後は1957年に日本不動産銀行常務取締役、1964年に清水建設相談役などに就任した。1949年には宇和島城を宇和島市に寄付している。64歳で没すると、家督は嫡男・宗禮が継いだ。死因は心筋梗塞。

## 広島での被爆
広島財務局長だった1945年（昭和20年）8月6日、広島市への原爆投下に遭遇した。当日はたまたま在局しておらず直撃の難を逃れ、直後に庁舎（財務局は、堅牢建物ということで、袋町の日銀広島支店に疎開していた）に駆けつけて職員の救護にあたった。この時、外傷の少ない元気な者を指揮してさまざまな活動（負傷者の看護・移送、遺体の移送火葬など）を行なったが、元気に見えた者が突然鼻血を出して死んでいくのを見て、後年「原爆のことをよく知らなかった。気の毒なことをした」ということを書き残している。草履ばきで髪を振り乱し、部下の切り傷火傷の手当て看病から遺体の移送、そして木材を集めて火葬まで自らおこなったことについて、部下は「このような局長が他にいただろうか」と感謝している。
1967年（昭和42年）、この時の部下の手記を集めた「原爆の記」を自費出版したが、これは部数も少なかったため、生き残った旧部下らが昭和55年に新しい手記と伊達局長の思い出の記を加えて再販した。（「広島財務局原爆被災者の記録　原爆の記」庭山慶一郎編　財団法人大蔵財務協会刊）。

## 栄典
- 1937年（昭和12年）5月1日 - 正四位[5]

## 家族
- 父：伊達紀隆（1866 - 1944）- 伊達宗徳の三男。陸軍歩兵中佐。
- 母：伊達智子（1874 - 1949）- 北条氏恭の娘。
- 養父：伊達宗陳（1860 - 1923）- 実の伯父。貴族院侯爵議員。
- 妻：松平美智子（1912 - 1972）- 松平慶民の娘。
  - 長男：宗禮（1935 - 2008）- 妻は矢野正子。子に宗信、紀久子。
  - 次男：宗忠（1939 - ）- 妻は庄野美恵子。
  - 長女：素子（1941 - ）- 葛城茂麿伯爵の次男・茂敬の妻。
  - 次女：順子（1944 - ）- 渡辺貞二の妻。
- 親戚 ‐ 兄・徳真の岳父に吉井幸蔵（吉井勇の父）。